# Platythomisus sexmaculatus
Platythomisus sexmaculatus är en spindelart som beskrevs av Simon 1897. Platythomisus sexmaculatus ingår i släktet Platythomisus och familjen krabbspindlar.
Artens utbredningsområde är Somalia. Inga underarter finns listade i Catalogue of Life.